# Tricentra carnaria
Tricentra carnaria är en fjärilsart som beskrevs av Herrich-Schäffer 1854. Tricentra carnaria ingår i släktet Tricentra och familjen mätare. Inga underarter finns listade i Catalogue of Life.